# František Janda-Suk
František Janda-Suk (Postřižín, Češka, 25. ožujka 1878. – Prag, Češka, 23. lipnja 1955.), češki bacač diska i olimpijski doprvak u Parizu 1900. Janda-Suk se u to vrijeme natjecao pod zastavom Bohemije te je hicem od 35,04 metra postao prvi češki odnosno čehoslovački osvajač olimpijske medalje.
Bio je prvi atletičar koji je koristio tehniku rotacije cijelog tijela prilikom bacanja diska. Tu tehniku je izmislio nakon što je proučavao Mironov kip Diskobola. Svega godinu dana nakon tog "izuma", František Janda osvaja olimpijsko srebro.
Kao čehoslovački predstavnik, František je nakon toga još nastupao na Olimpijadama u Stockholmu i Parizu, ali bez većih uspjeha. 

## Vanjske poveznice
- Profil Jande-Suka na Sports-reference.com  Arhivirana inačica izvorne stranice od 17. travnja 2020. (Wayback Machine)